# Roberto Faria
Roberto Innocent Faria (Río de Janeiro, Brasil; 15 de enero de 2004), es un piloto de automovilismo brasileño. Actualmente compite en el Campeonato de Fórmula 3 de la FIA con PHM Racing by Charouz.
Fue miembro de la Academia Sauber en 2022.

## Carrera

### Inicios
Tras haber comenzado a andar en karting a la edad de 11 años. Faria pronto pasó a las competencias europeas, compitiendo en el Campeonato Mundial de Karting en 2017. Competiría para KR Motorsport en 2018, compitiendo en los campeonatos europeos y mundiales.

### Fórmula 3
En septiembre de 2022, Faria participó en la prueba de postemporada del Campeonato de Fórmula 3 de la FIA, conduciendo para Van Amersfoort Racing y ART Grand Prix, acompañado de Noel León, Rafael Villagómez, Kaylen Frederick, Brad Benavides y Nikola Tsolov.
Cinco meses más tarde, el brasileño fichó por la escudería PHM Racing by Charouz para correr en la temporada 2023.

## Resumen de carrera
| Temporada | Categoría                                  | Equipo                 | Carreras     | Victorias    | Poles        | VR           | Podios       | Puntos       | Pos.         |
| --------- | ------------------------------------------ | ---------------------- | ------------ | ------------ | ------------ | ------------ | ------------ | ------------ | ------------ |
| 2019      | Campeonato de F4 Británica                 | Fortec Motorsport      | 30           | 0            | 0            | 0            | 0            | 99           | 11.º         |
| 2020      | Campeonato de F4 Británica                 | Fortec Motorsport      | 15           | 0            | 1            | 0            | 2            | 106          | 10.º         |
| 2020      | Campeonato GB3                             | Fortec Motorsport      | 13           | 0            | 0            | 0            | 1            | 154          | 14.º         |
| 2021      | Campeonato GB3                             | Fortec Motorsport      | 24           | 1            | 0            | 3            | 9            | 360          | 5.º          |
| 2021      | Campeonato Asiático de F3                  | Motorscape             | 15           | 0            | 0            | 0            | 0            | 6            | 17.º         |
| 2022      | Campeonato GB3                             | Carlin                 | 24           | 0            | 0            | 3            | 6            | 316.5        | 5.º          |
| 2023      | Campeonato de Fórmula 3 de la FIA          | PHM Racing by Charouz  | 18           | 0            | 0            | 0            | 0            | 0            | 31.º         |
| 2024      | GT4 Winter Series                          | RACAR Motorsport       | 6            | 0            | 0            | 2            | 3            | 58           | 9.º          |
| 2024      | Ultimate Cup Series - GT Sprint Cup - UCS4 | RACAR Motorsport       | Disputándose | Disputándose | Disputándose | Disputándose | Disputándose | Disputándose | Disputándose |
| 2024      | GT4 European Series - Silver               | GPA Racing             | Disputándose | Disputándose | Disputándose | Disputándose | Disputándose | Disputándose | Disputándose |
| 2024      | GT4 European Series - Silver               | Racing Spirit of Léman | Disputándose | Disputándose | Disputándose | Disputándose | Disputándose | Disputándose | Disputándose |
| Fuente:   |                                            |                        |              |              |              |              |              |              |              |

## Resultados

### Campeonato de Fórmula 3 de la FIA
(Clave) (negrita indica pole position) (cursiva indica vuelta rápida puntuable)

| Año  | Escudería             | 1   | 1   | 2   | 2   | 3   | 3   | 4   | 4   | 5   | 5   | 6   | 6   | 7   | 7   | 8   | 8   | 9   | 9   | Pos. | Puntos | Ref.  |
| ---- | --------------------- | --- | --- | --- | --- | --- | --- | --- | --- | --- | --- | --- | --- | --- | --- | --- | --- | --- | --- | ---- | ------ | ----- |
| 2023 | PHM Racing by Charouz | SAK | SAK | MEL | MEL | MON | MON | BAR | BAR | SPI | SPI | SIL | SIL | BUD | BUD | SPA | SPA | MNZ | MNZ | 31.º | 0      | [ 8 ] |
| 2023 | PHM Racing by Charouz | 24  | 25  | 18  | Ret | Ret | 27  | 25  | 24  | 24  | 19  | 27  | Ret | 19  | 20  | 17  | Ret | NC  | 22† | 31.º | 0      | [ 8 ] |